# Cantón de Trouville-sur-Mer
El cantón de Trouville-sur-Mer era una división administrativa francesa, que estaba situada en el departamento de Calvados y la región de Baja Normandía.

## Composición
El cantón estaba formado por nueve comunas:
- Benerville-sur-Mer
- Blonville-sur-Mer
- Deauville
- Saint-Arnoult
- Touques
- Tourgéville
- Trouville-sur-Mer
- Villers-sur-Mer
- Villerville

## Supresión del cantón de Trouville-sur-Mer
En aplicación del Decreto n.º 2014-160 de 17 de febrero de 2014, el cantón de Trouville-sur-Mer fue suprimido el 22 de marzo de 2015 y sus 9 comunas pasaron a formar parte; cinco del nuevo cantón de Pont-l'Évêque y cuatro del nuevo cantón de Honfleur-Deauville.